# Direction générale de la Prévention des risques
La direction générale de la Prévention des risques (DGPR) est l'administration française, rattachée au ministère de l'Écologie, qui regroupe l'ensemble des services de l'État chargés d'élaborer et de mettre en œuvre les politiques relatives à la connaissance, l’évaluation, la prévention et la réduction des pollutions et nuisances sur l’environnement, des risques chroniques, accidentels, technologiques et naturels et de la prévention de la production de déchets (et de leur valorisation et traitement)
En 2025, les missions de la DGPR sont remplies par 250 agents (en administration centrale) et environ 3 000 agents dans les services déconcentrés de l'Etat (DREAL, DDT, DD-CS-PP), qui peuvent s'appuyer sur l'expertises de l'Ademe, l'Ineris, l'Anses, le BRGM, etc.)
Cédric Bourillet, ingénieur général des mines, a été nommé directeur général de la prévention des risques en Conseil des Ministres le 28 mars 2018. Il succède à Marc Mortureux, qui avait occupé cette fonction jusqu'au 28 février 2018.

## Missions
La DGPR conçoit, coordonne et déploie les politiques et mesures, notamment réglementaires, liées :
- aux installations classées pour la protection de l’environnement ;
- à la sécurité industrielle (mines, après-mine, carrières, stockages souterrains, explosifs, équipements sous pression, transport par canalisation de gaz, d’hydrocarbures ou de produits chimiques, etc.) ;
- à la sécurité du transport et de la manutention des matières dangereuses ;
- à la prévention de la pollution et la gestion des sites et sols pollués ;
- aux Organismes Génétiquement Modifiés (OGM) ;
- aux produits chimiques ;
- à la transition vers l'économie circulaire, dont la prévention et la gestion des déchets ;
- à la prévention des risques naturels de toute nature et à la sécurité des barrages et ouvrages hydrauliques ;
- au bruit, aux risques des ondes électromagnétiques et à la pollution lumineuse ;
- à la sûreté nucléaire.

## Organisation
En 2021, la DGPR est organisée autour de trois services chargés, en lien avec les services déconcentrés, de la définition des politiques dans leur domaine et de leur déclinaison :
- le service des Risques technologiques (SRT)[5] ;
  - la sous-direction des risques accidentels (SRA)[6] ;
    - le bureau des risques des industries de l'énergie et de la chimie ;
    - le bureau de la sécurité des équipements à risques et des réseaux (BSERR)[7] ;
    - le bureau de l'analyse des risques et pollutions industriels (BARPI) ;
    - la mission du transport de matières dangereuses ;

  - la sous-direction des risques chroniques et du pilotage ;
  - la mission de la sûreté nucléaire et de la radioprotection ;
- le service des Risques sanitaires liés à l'environnement, des déchets et des pollutions diffuses (SRSEDPD) ;
- le service des Risques naturels et hydrauliques (SRNH).

Elle  dispose également de cellules support sur les questions relatives au budget et au personnel, à la tutelle des établissements publics, aux affaires européennes et internationales, à la communication et aux systèmes d'information.